# Campeonato Asiático de Atletismo de 2019 - Salto em altura masculino
A prova do salto em altura masculino do Campeonato Asiático de Atletismo de 2019 foi disputada entre os dias 22 e 24 de abril de 2019 no Estádio Internacional Khalifa em Doha, no Catar. 

## Recordes
Antes desta competição, os recordes mundiais e do campeonato nesta prova eram os seguintes:
|                       | Nome               | Nacionalidade | Altura  | Local     | Data                  |
| --------------------- | ------------------ | ------------- | ------- | --------- | --------------------- |
| Recorde mundial       | Javier Sotomayor   | Cuba          | 2m 45cm | Salamanca | 27 de julho de 1993   |
| Recorde do campeonato | Mutaz Essa Barshim | Catar         | 2m 35cm | Kobe      | 9 de julho de 2011    |
| Recorde asiático      | Mutaz Essa Barshim | Catar         | 2m 43cm | Bruxelas  | 5 de setembro de 2014 |

## Medalhistas
| Ouro                    | Prata             | Bronze           |
| Majededdin Ghazal (SYR) | Takashi Eto (JPN) | Naoto Tobe (JPN) |

## Cronograma
Todos os horários são locais (UTC+3)
| Data        | Hora  | Evento       |
| ----------- | ----- | ------------ |
| 22 de abril | 17:00 | Qualificação |
| 24 de abril | 17:36 | Final        |

## Resultados

### Qualificação
Qualificação: 2,22 m  (Q) ou as 12 melhores marcas (q). 
| Posição | Grupo | Atleta                     | Nacionalidade | 1.90 | 2.00 | 2.05 | 2.10 | 2.13 | 2.16 | Resultado | Notas                |
| ------- | ----- | -------------------------- | ------------- | ---- | ---- | ---- | ---- | ---- | ---- | --------- | -------------------- |
| 1       | A     | Takashi Eto                | Japão         | –    | –    | –    | –    | o    | o    | 2.16      | q                    |
| 1       | A     | Majededdin Ghazal          | Síria         | –    | –    | –    | o    | –    | o    | 2.16      | q                    |
| 1       | B     | Hussein Falah Al-Ibraheemi | Iraque        | –    | o    | o    | o    | o    | o    | 2.16      | q                    |
| 1       | B     | Keyvan Ghanbarzadeh        | Irão          | –    | –    | –    | o    | o    | o    | 2.16      | q                    |
| 1       | B     | Nauraj Singh Randhawa      | Malásia       | –    | –    | –    | o    | o    | o    | 2.16      | q                    |
| 1       | B     | Sun Zhao                   | China         | –    | –    | o    | o    | –    | o    | 2.16      | q,                   |
| 7       | A     | Lee Hup Wei                | Malásia       | –    | –    | o    | o    | o    | xo   | 2.16      | q                    |
| 7       | B     | Naoto Tobe                 | Japão         | –    | –    | –    | –    | o    | xo   | 2.16      | q                    |
| 9       | A     | Chen Long                  | China         | –    | o    | o    | o    | –    | xxo  | 2.16      | q                    |
| 9       | A     | Hsiang Chun-hsien          | Taipé Chinesa | –    | –    | –    | o    | –    | xxo  | 2.16      | q                    |
| 9       | B     | Mahmat Hamdi               | Catar         | –    | –    | o    | o    | o    | xxo  | 2.16      | q,                   |
| 9       | B     | Woo Sang-hyeok             | Coreia do Sul | –    | –    | –    | –    | o    | xxo  | 2.16      | q                    |
| 13      | A     | Nuh Andu                   | Catar         | –    | o    | o    | o    | o    | xxx  | 2.13      |                      |
| 14      | B     | Kam Kampton                | Singapura     | –    | o    | o    | xxo  | –    | xxx  | 2.10      | =                    |
| 15      | A     | Cao Vo Ngoc Long           | Vietname      | –    | o    | xo   | xxx  |      |      | 2.05      |                      |
| 16      | A     | Anton Bodnar               | Cazaquistão   | –    | o    | x–   | xx   |      |      | 2.00      |                      |
| 16      | B     | Khaled Al-Mesaad           | Kuwait        | o    | o    | xxx  |      |      |      | 2.00      | Recorde da temporada |
| 18      | A     | Sharoz Khan                | Paquistão     | –    | xo   | xxx  |      |      |      | 2.00      | Recorde da temporada |
| 18      | B     | Fatak Bait Jaboob          | Omã           | o    | xo   | xxx  |      |      |      | 2.00      | =                    |
| 20      | A     | Mohammad Al-Buheiri        | Jordânia      | o    | xxo  | xxx  |      |      |      | 2.00      | Recorde da temporada |
| 21      | A     | Wong Chi Wai               | Macau         | o    | xxx  |      |      |      |      | 1.90      |                      |

### Final
| Posição           | Atleta                     | Nacionalidade | 2.05 | 2.10 | 2.15 | 2.19 | 2.23 | 2.26 | 2.29 | 2.31 | 2.35 | 2.37 | Resultado | Notas                |
| ----------------- | -------------------------- | ------------- | ---- | ---- | ---- | ---- | ---- | ---- | ---- | ---- | ---- | ---- | --------- | -------------------- |
| Medalha de ouro   | Majededdin Ghazal          | Síria         | –    | –    | o    | o    | o    | xxo  | o    | o    | xx–  | x    | 2.31      | Melhor marca do ano  |
| Medalha de prata  | Takashi Eto                | Japão         | –    | –    | o    | o    | xxo  | xxo  | xxo  | xxx  |      |      | 2.29      |                      |
| Medalha de bronze | Naoto Tobe                 | Japão         | –    | –    | o    | o    | xo   | o    | xxx  |      |      |      | 2.26      |                      |
| 4                 | Lee Hup Wei                | Malásia       | –    | o    | o    | o    | o    | xxo  | xxx  |      |      |      | 2.26      |                      |
| 5                 | Sun Zhao                   | China         | –    | o    | o    | o    | o    | xxx  |      |      |      |      | 2.23      | Recorde da temporada |
| 6                 | Nauraj Singh Randhawa      | Malásia       | –    | o    | o    | xo   | xo   | xxx  |      |      |      |      | 2.23      | Recorde da temporada |
| 7                 | Mahmat Hamdi               | Catar         | –    | o    | xo   | o    | xxx  |      |      |      |      |      | 2.19      | Recorde da temporada |
| 7                 | Woo Sang-hyeok             | Coreia do Sul | –    | o    | xo   | o    | xxx  |      |      |      |      |      | 2.19      |                      |
| 9                 | Hussein Falah Al-Ibraheemi | Iraque        | o    | o    | o    | xxo  | xxx  |      |      |      |      |      | 2.19      | Recorde nacional     |
| 10                | Chen Long                  | China         | o    | o    | xo   | xxo  | xxx  |      |      |      |      |      | 2.19      |                      |
| 11                | Keyvan Ghanbarzadeh        | Irão          | –    | o    | o    | xxx  |      |      |      |      |      |      | 2.15      |                      |
| 12                | Hsiang Chun-hsien          | Taipé Chinesa | –    | o    | xo   | xxx  |      |      |      |      |      |      | 2.15      |                      |

Legenda
| Recorde mundial       | Recorde mundial (World record)               |                       | Recorde africano                      | Recorde africano (African) |                                           | Q | Classificado por posição (Qualified) |
| Recorde do campeonato | Recorde do campeonato (Championship record)  | Recorde da América    | Recorde da América (Americas)         | q                          | Classificado por melhor tempo (Qualified) |   |                                      |
| Melhor marca do ano   | Melhor marca do ano (World leading)          | Recorde asiático      | Recorde asiático (Asian)              | DNS                        | Não largou (Did not start)                |   |                                      |
| Recorde nacional      | Recorde nacional (National record)           | Recorde europeu       | Recorde europeu (European)            | DNF                        | Não terminou (Did not finish)             |   |                                      |
| Recorde pessoal       | Recorde pessoal do atleta (Personal best)    | Recorde da Oceania    | Recorde da Oceania (Oceania)          | DSQ / DQ                   | Desclassificado (Disqualified)            |   |                                      |
| Recorde da temporada  | Recorde da temporada do atleta (Season best) | Recorde sul-americano | Recorde sul-americano (South America) | NM                         | Sem marca (No mark)                       |   |                                      |